# Párnica
Párnica ist eine Gemeinde in der Nord-Mitte der Slowakei mit 988 Einwohnern (Stand 31. Dezember 2024), die im Okres Dolný Kubín innerhalb des Žilinský kraj und zugleich in der traditionellen Landschaft Orava liegt.

## Geographie

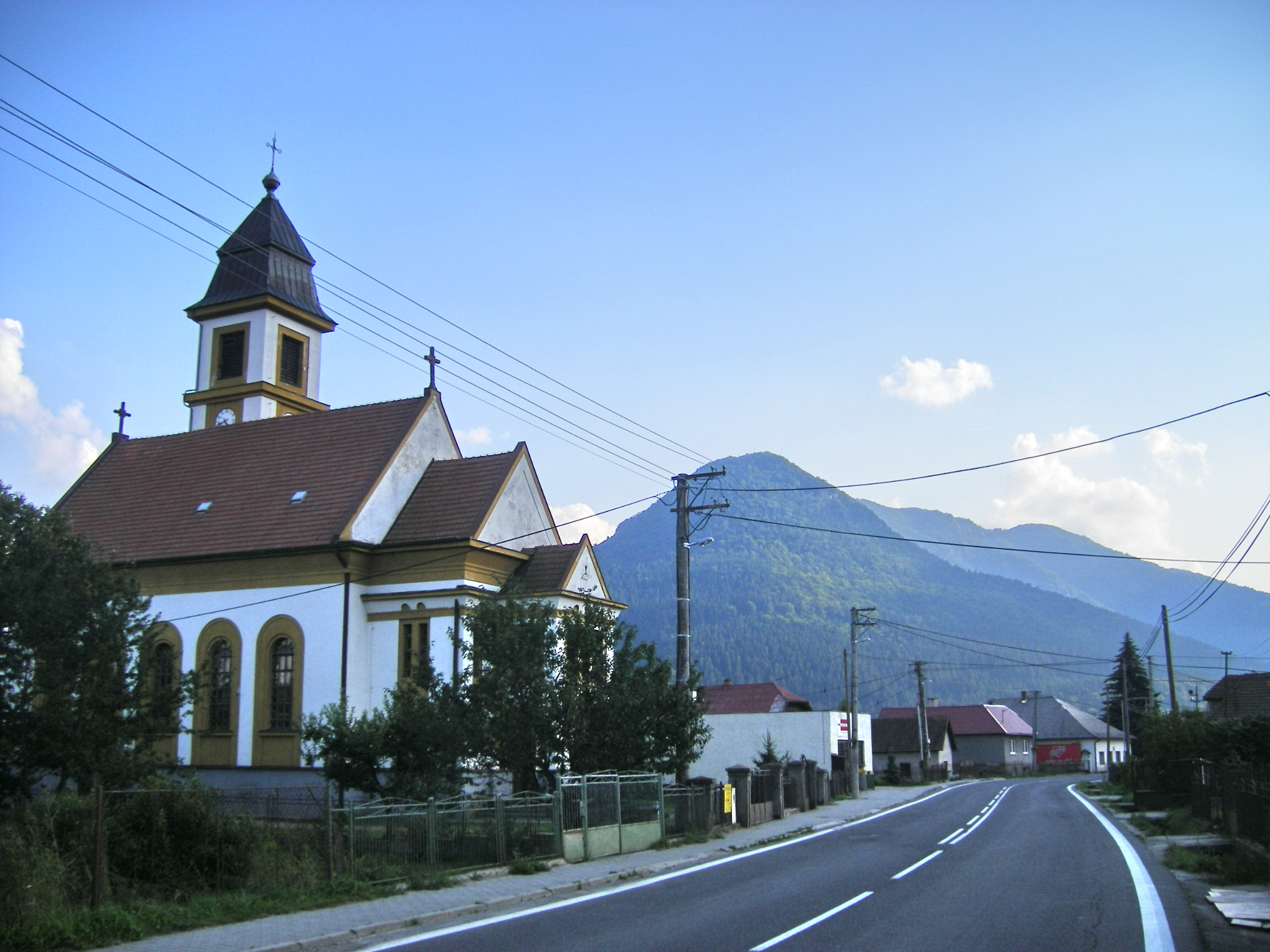
Hauptstraße und Kirche

Die Gemeinde befindet sich zwischen dem südwestlichen Ende des Hügellandes Oravská vrchovina und den östlichen Ausläufern der Kleinen Fatra. Das Dorf erstreckt sich beidseitig des Baches Zázrivka, der oberhalb des Ortes (Richtung Zázrivá) das Massiv der Kleinen Fatra durchbricht und am unteren Ende in die Orava mündet. Der höchste Punkt ist der Veľký Rozsutec (1610 m n.m.) nordwestlich des Ortes. Das Ortszentrum liegt auf einer Höhe von 458 m n.m. und ist neun Kilometer von Dolný Kubín entfernt.

## Geschichte
Párnica wurde zum ersten Mal 1420 als villa Paranice schriftlich erwähnt und war ein von Erbvögten verwalteter Ort im Herrschaftsgut der Burg Arwa. 1778 zählte man 876 Einwohner, 1828 gab es hier 196 Häuser mit 685 Einwohnern. Neben Landwirtschaft waren Schafzucht, Flößerei und Handwerke Haupteinnahmequellen. Im 19. Jahrhundert gab es eine Papierfabrik, später drei Steinbrüche, die heute alle stillgelegt sind.
Bis 1918 gehörte der im Komitat Arwa liegende Ort zum Königreich Ungarn und kam danach zur Tschechoslowakei beziehungsweise heute Slowakei.

## Bevölkerung
| Jahr                | 1994 | 2004    | 2014     | 2024     |
| ------------------- | ---- | ------- | -------- | -------- |
| Anzahl der Personen | 757  | 737     | 867      | 988      |
| Unterschied         |      | −2,64 % | +17,63 % | +13,95 % |

| Jahr                | 2023 | 2024    |
| ------------------- | ---- | ------- |
| Anzahl der Personen | 980  | 988     |
| Unterschied         |      | +0,81 % |

Nach der Volkszählung 2011 gab es in Párnica 809 Einwohner, davon 775 Slowaken, 2 Magyaren, 1 Mährer und 2 andere. 29 Einwohner gaben keine Angabe an. 530 Einwohner bekannten sich zur evangelischen Kirche A. B., 180 Einwohner zur römisch-katholischen Kirche. 64 Einwohner waren konfessionslos und bei 29 Einwohnern ist die Konfession nicht ermittelt.
Ergebnisse nach der Volkszählung 2001 (716 Einwohner):
| Nach Ethnie: - 100 % Slowaken | Nach Konfession: - 79,33 % evangelisch - 17,18 % römisch-katholisch - 3,07 % konfessionslos |

## Bauwerke
- evangelische Kirche aus den Jahren 1926–27

## Verkehr
Durch den Ort verläuft die Straße 1. Ordnung 70 (Kraľovany–Dolný Kubín–polnische Grenze) und endet die Straße 2. Ordnung 583 (Žilina–Terchová–Párnica). Es gibt einen Bahnhof an der Bahnstrecke Kraľovany–Suchá Hora.